# Avláki (ort)
Avláki är en ort i Grekland.   Den ligger i prefekturen Nomós Aitolías kai Akarnanías och regionen Västra Grekland, i den centrala delen av landet, 240 km nordväst om huvudstaden Aten. Avláki ligger 674 meter över havet och antalet invånare är 173.
Terrängen runt Avláki är bergig norrut, men söderut är den kuperad. Runt Avláki är det glesbefolkat, med 9 invånare per kvadratkilometer. Närmaste större samhälle är Raptópoulon, 8,7 km öster om Avláki. 